# 大津線
大津線（おおつせん）とは、かつて滋賀県大津市の馬場駅（現・膳所駅）と大津駅（後の浜大津駅）を結んでいた、鉄道院（官営鉄道）の鉄道路線である。

## 概要
京都 - 敦賀間の鉄道建設において、琵琶湖を介した舟運連絡とした際に湖岸の接続経路として建設された。馬場駅以東の鉄道ルート完成後は支線となり旅客営業が廃止されるが、後に再開され、国有鉄道線路名称制定の際に大津線となった。
1913年（大正2年）に大津電車軌道（現・京阪石山坂本線）が線路を共用して営業を開始すると、鉄道院は旅客営業を終了し、貨物線に転換。路線も東海道本線に属する貨物支線となった。
東海道本線の貨物支線として廃止されたのは1969年（昭和44年）である。

## 歴史

### 湖辺ニ達スル枝線
大津線の原型は御雇外国人のリチャード・ボイルが1876年（明治9年）に上申した「西京敦賀間並中仙道及尾張線ノ明細測量ニ基キタル上告書」にある、大津ヨリ湖邊ニ達スル枝線である。
1869年（明治2年）11月10日に、琵琶湖辺から敦賀に至る鉄道建設が朝議決定された。1871年（明治4年）には工部省の佐藤政養・小野友五郎らが政府に復命書を提出し、神戸 - 京都 - 大津間と海津 - 敦賀間の鉄道建設を促した。京都 - 敦賀間の鉄道建設が琵琶湖舟運を介した形で進められた背景として、中世以来、敦賀から海津または塩津で琵琶湖北岸に至り、舟運を介して大津に至るルートが北陸地方からの物流ルートとして確立していたことが理由にあった。
京都 - 敦賀間の測量は1871年（明治4年）3月より開始され、政情不安により1875年（明治8年）9月に中断されるまで、御雇外国人が率いる測量が数度行われた。
- ブランデル、ウィンボルド、佐藤政養らによる測量（1871年-1872年）：大阪 - 京都 - 大津 - （水運） - 海津 - 疋田 - 敦賀間[9]。
- イングランド、シェパード、佐藤政養、和田義比らによる測量（1872年）：京都 - 大津 - 米原 - （水運） - 塩津 - 麻生口 - 疋田 - 敦賀間[9]。
- シャービントン、ゴールウェイ、ホルサムらによる測量（1873年-1874年）：京都 - 大津 - 米原 - 長浜 - 飯ノ浦 - 塩津 - 麻生口 - 疋田 - 敦賀間（全区間陸路）[9]。

このうちシャービントンらによる測量がもっとも具体的なもので、先述したボイルによる「西京敦賀間並中仙道及尾張線ノ明細測量ニ基キタル上告書」にはこの案が採用された。以後、京都 - 敦賀間の建設計画は琵琶湖舟運を介さず、全線陸路によるルートが基本構想となるが、上告書には以下のように琵琶湖辺へ接続する枝線の計画も付帯されていた。

### 計画の変更
1876年（明治9年）12月、工部卿の伊藤博文はボイルの上告書のうち京都 - 大津間の線路延長を決意し、年度予算を流用して建設を始めることを太政官に上申した。この上申は1877年（明治10年）2月に許可されたが、佐賀の乱や自由民権運動、農民一揆などの政情不安に加え、同年に勃発した西南戦争の影響で計画に齟齬をきたし、工事着手にこぎつけたのは1878年（明治11年）8月のことであった。
このような状況下では大津以東（湖東線）の建設が早急に着手できないことは明らかであった。そこで建設費の節約のため、大津から琵琶湖辺への枝線を先に建設し、当面は大津と琵琶湖東岸との間は舟運を利用する形に変更された。なお、ボイルの上告書では枝線の分岐点を大津駅としていたが、それを馬場と改め、枝線の先端である琵琶湖辺に接する駅を大津とした。
京都 - 馬場 - 大津間の経路は京都から東進した線路が馬場駅でスイッチバックし、北西に転じて大津駅に至る形になっていた。これは馬場駅 - 大津駅間が元々が枝線となる予定の経路だったこともあるが、湖東線を後回しにするにしても、逢坂山隧道の隧道東口から琵琶湖辺に至るにあたり、その標高差からスイッチバックとするのが適当だったためである。
京都 - 大津間の建設は従来と異なり、御雇外国人を登用せず日本人技術者のみで工事を完遂させる方針がとられた。飯田俊徳を総監督として工区を4つに分け、このうち逢坂山 - 大津間は八等技手の佐武正章が担当した。
大津支線と称した枝線の路盤工事は1879年（明治12年）3月19日に着手された。馬場駅から石場駅に至って琵琶湖辺に達すると、そこから大津駅までは東京の高輪築堤のように水際の湖上に石垣を築くことになった。大津駅予定地近辺は大津市街の中心地であり、用地買収の困難が予想されたためである。石垣に用いる切石は滋賀県高島郡大崎と同県蒲生郡奥之嶋から3万切を掘り出して用いられた。線路用地は複線分確保されたが、陸側の単線のみ敷設された。
1880年（明治13年）6月28日に逢坂山隧道が完成し、同年7月15日には京都駅 - 大津駅間が全通した。同区間の中間駅として稲荷駅、大谷駅、馬場駅、石場駅が置かれたが、機関庫や石炭置場などを設けた馬場駅以外は簡素な駅構造だった。御雇外国人向けの年報には駅長と改札掛のための本屋とプラットホーム、信号設備のみが設置されたと報じられている。終点の大津駅も同様で、井上勝鉄道局長が明治天皇に上奏した「京都大津間鉄道景況演説書」によると、「大津「ステーション」建築ノ如キハ未タ全備ノ域ニ至ラズ」「琵琶湖ノ運輸ヲ接續スルノ要地ナレハ其結構頗ル盛大ナルヘキニ目今ノ姿ハ四圍狹隘一棟數間ノ乘車場アルノミ」「他日追次ニ目的ノ定マルニ從ヒ徐々ニ擴張ヲ計ラントス」とあり、拡張を予定しつつも開業時は簡素な構造であったことがうかがえた。
琵琶湖舟運は1879年（明治12年）中に鉄道局が長浜丸を建造、就航させており、鉄道局みずから運行する事も考えられたが、信用に足る民間事業者に代行させる選択もあるとした。その結果、既存の舟運業者の間で汽車連絡権の争奪が起きたが、鉄道局や滋賀県はいずれの業者も不十分とし、大阪の藤田組を中心に舟運業者を結集した太湖汽船を設立させた。同社は大津駅前に居を構え、鉄道連絡運輸は1882年（明治15年）5月1日より開始された。大津駅は鉄道と連絡船の結節点となり、駅前には旅館が並ぶなど活況を呈した。

### 幹線から支線に
琵琶湖舟運による連絡はあくまで建設費節約のための暫定措置に過ぎず、1881年（明治14年）1月頃には馬場駅以東を建設する湖東線が工部省で計画されていた。風浪の影響が大きく乗換の不便もある舟運連絡には地元からの不満もあり、1884年（明治17年）10月には井伊直憲ほか滋賀県民約40名による請願が行われた。請願書には「官設での建設が不可能なら私設鉄道を設立して建設する意志がある」とあったが、鉄道局長の井上勝は官設鉄道として建設する必要があるとしつつも、中山道幹線の建設と並行し推移をみる段階にあると答申した。
中山道幹線計画は1886年（明治19年）7月に東海道の建設に変更され、官鉄は横浜駅 - 熱田駅間の建設に注力する。一方、1887年（明治20年）3月には再び井伊直憲らによる私設鉄道による湖東線建設の請願があり、発起人は官鉄による建設に伴う公債増募があれば応じると早期建設を促した。井上勝はこれを受けて湖東線稟議書を伊藤博文首相に上申。翌1888年（明治21年）1月には東海道鉄道建設費の予算内での建設が承認された。
湖東線の建設は1888年（明治21年）5月より着工された。沿線では湖東線完成後は中心駅が大津から馬場に移ると推測された。湖東線は翌1889年（明治22年）7月に開通し、新橋駅 - 神戸駅間が全通した。湖東線の開通によって馬場駅 - 大津駅間は枝線となり、旅客営業が廃止された。
馬場駅は大津の中心市街地から外れており、大津の中心駅とするのは難があった。枝線の貨物線化は大津の発展を阻害するとして、大津町会では大津駅に客車を発着させる請願を行うことを決議しようとする動きを見せる。こうした沿線の活動が功奏したのか、1898年（明治31年）8月1日のダイヤ改正で馬場駅 - 大津駅間の旅客営業が再開され、列車が11往復設定された。同年9月1日は沿線民の陳情により石場駅の営業も再開され、1902年（明治35年）1月には湖南汽船の乗船場に接続する紺屋関駅が新設された。
鉄道院は1909年（明治42年）10月12日に国有鉄道線路名称（明治42年鉄道院告示第54号）を制定し、全国の路線網に路線名称を割り当てた。馬場駅 - 大津駅間の支線を正式に大津線と制定したのはこの時からであるが、東海道線などの呼称が制定前より通称されていたように、大津線という通称は制定以前より存在していた。

### 大津電車軌道の設立
一方、1906年（明治39年）頃より馬場 - 大津間で電車運転を行う計画が由利公正らによって立ち上げられ、石山駅 - 石山寺間の軽便鉄道を構想した宮脇剛三や、石山 - 坂本間の鉄道を計画していた橋本甚吉郎や藪田信吉などのグループと合同して大津電車軌道が設立された。同社は1907年（明治40年）9月に石山村 - 膳所町 - 大津市 - 滋賀村 - 坂本村間の特許を取得し、翌年には測量許可を得た。
当初の計画では大津市内の浜通りの道路を拡幅して軌道を敷設する予定だったが、かつての官設鉄道と同じく、中心市街地での用地確保や多額の建設費が問題となって断念せざるを得なかった。そこで、馬場 - 大津間は大津線を共用する計画に変更し、鉄道院に同線の貸下げを請願、1912年（明治45年）5月に許可された。ただし大津線が狭軌（軌間1,067 mm）の単線であったのに対し、大津電車軌道は標準軌（軌間1,435 mm）の複線で計画されていたため、線路共用にあたって既設の単線軌道にはレールをもう1本追加して狭軌・標準軌兼用の三線軌条とし、その隣に標準軌の軌道を増設して複線化した。
大津電車軌道は1913年（大正2年）3月1日に営業を開始した。鉄道院はこの日をもって大津線の旅客輸送を同社に委ね、旅客と手荷物運輸の営業を廃止して同社との連帯運輸を開始した（以降の同社線としての歴史は京阪石山坂本線#歴史を参照）。貨物輸送のみとなった大津線は東海道本線に編入され、同線の貨物支線となった。編入後は無名支線となったが、後述する駅名改称後は浜大津線と通称された。

### 貨物支線化後
1913年（大正2年）6月1日には大津駅が浜大津駅、馬場駅が大津駅に改称された。湖東線が開通した1889年（明治22年）以来、沿線では大津を称する駅が本線ではなく支線の端にあることを問題とする声があり、1910年（明治43年）7月には大津商業会議所が当局に対し、馬場駅を大津駅に、大津駅を三井寺駅に改称するよう要望を出していた。これを受けた鉄道院は大津線の貨物線化もあり、駅名整理に踏み切った。その後、東海道本線のルート変更で新線上に大津駅（3代、現行）が設置された際、大津駅は再び馬場駅に戻って貨物駅となり、旅客営業が再開した際に膳所駅と改めて現在に至っている。
貨物支線時代、1947年（昭和22年）1月から1965年（昭和40年）6月までの間、江若鉄道の気動車が膳所駅まで乗り入れていた。この時期は国鉄の蒸気列車、京阪の電車、江若鉄道の気動車が同一路線を共用していた。その後、湖西線建設に関連して江若鉄道が1969年（昭和44年）11月1日に廃止されるが、膳所駅 - 浜大津駅間の国鉄貨物運用も同時に終了し、貨物支線も廃止された。以降、同区間の営業は京阪のみとなった。

### 年表

大津駅周辺の線路変遷
（別バージョン：低速版／簡略版）

- 1869年（明治2年）11月10日：琵琶湖辺から敦賀に至る鉄道の建設が朝議決定される[6]。
- 1871年（明治4年）
  - 3月9日：京都 - 敦賀間の線路測量が工部省に命じられる[51]。
  - 6月16日：工部省鉄道掛が京都に出張所を置き、ブランデルらによる測量を実施（翌年まで）[11]。京都・大津間および海津・敦賀間で大津・海津間は水運[6]。
- 1872年（明治5年）：イングランドらによる測量を実施。京都・米原間および塩津・敦賀間で米原・塩津間は水運[10]。
- 1873年（明治6年）秋：シャービントンらによる測量を実施（翌年12月まで）。京都・大津・米原・塩津・敦賀間ですべて陸路[10]。
- 1875年（明治8年）9月5日：政情不安定につき測量中止[12]。
- 1876年（明治9年）
  - 4月：これまでの測量結果をボイルがまとめた「西京敦賀間並中仙道及尾張線ノ明細測量ニ基キタル上告書」が報告される[12]。京都・敦賀間はシャービントン案が取り入れられ、当該区間の採用案となった[11]。
  - 12月26日：京都・大津間の建設費を見積もり、太政官に上申（翌年2月1日認可）[12]。
- 1878年（明治11年）8月21日：京都・大津間の建設着手[12]。
- 1879年（明治12年）
  - 3月19日：大津支線の路盤工事に着手[18]。
  - （本年中）：鉄道局が大津・長浜間の湖上連絡のため長浜丸を建造、就航させる[21]。
- 1880年（明治13年）7月15日：官設鉄道馬場駅 - 大津駅（初代）間（1M23C14L）開業[2]。
- 1882年（明治15年）5月1日：太湖汽船による大津・長浜間の連絡運輸が開始される[27]。
- 1889年（明治22年）
  - 7月1日：官設鉄道馬場駅 - 関ケ原駅間開業。馬場駅 - 大津駅間の旅客営業廃止。貨物線となる[2]。石場駅休止（事実上の廃止）[36]。
  - 7月6日：哩程表示改定。哩鎖輪（MCL）から哩鎖（MC）に改められ、馬場駅 - 大津駅間の路線長が1M23C14Lから1M23Cに変更される[2]。
- 1898年（明治31年）
  - 8月1日：旅客営業再開。改マイルにより1M26Cに延長[2]。
  - 9月1日：石場駅を移転し営業再開[52]。
- 1902年（明治35年）
  - 1月1日：紺屋関駅開業[36]。
  - 11月12日：哩程表示改定。哩鎖（MC）から哩（M）に改められ、馬場駅 - 大津駅間の路線長が1.3Mに変更される[2]。
- 1904年（明治37年）1月1日：大津駅の小荷物営業開始[38]。
- 1909年（明治42年）10月12日：国有鉄道線路名称制定。馬場 - 大津間は大津線となる[39]。
- 1910年（明治43年）
  - 3月15日：石場駅と紺屋関駅の旅客営業を拡大し、他路線からの乗客も両駅へ降車可能となる[53]。
  - 7月1日：太湖汽船の琵琶湖沿岸航路との旅客連帯運輸を開始[54]。
  - 7月29日：大津商工会議所が馬場駅を大津駅に、大津駅に三井寺駅に改称するよう当局に建議[49]。
- 1912年（明治45年）5月1日：大津電車軌道による大津線の線路共用が鉄道院から許可される[3]。
- 1913年（大正2年）
  - 3月1日：旅客営業廃止[2]。石場駅、紺屋関駅廃止[36]。東海道本線に編入され、同線の貨物支線となる[2]。大津電車軌道が営業開始[3]。馬場 - 大津間には馬場、島ノ関、紺屋ヶ関、大橋堀、大津の各停留所が設置され[55]、同区間と東海道本線との旅客・手荷物連帯運輸を開始[56]。
  - 6月1日：馬場駅が大津駅（2代）に、大津駅（初代）が浜大津駅に改称[2]。
- 1921年（大正10年）8月1日：大津駅（3代）開業に伴い、大津駅（2代）が馬場駅に再改称[2]。馬場駅は旅客営業を廃止し貨物駅化[52]。浜大津駅の小荷物営業廃止[36]。。
- 1927年（昭和2年）1月21日：企業合併により共用事業者が大津電車軌道から琵琶湖鉄道汽船になる[55]。
- 1929年（昭和4年）4月11日：企業合併により共用事業者が琵琶湖鉄道汽船から京阪電気鉄道になる[55]。
- 1930年（昭和5年）4月1日：路線長表示が哩程（1.3M）から粁程（2.2 km）に変更される[2]。
- 1934年（昭和9年）9月15日：馬場駅が膳所駅に改称される[36]。
- 1942年（昭和17年）4月1日：浜大津駅の小荷物扱いを特別扱雑誌に限り営業再開[36]。
- 1943年（昭和18年）
  - 10月1日：企業合併により共用事業者が京阪電気鉄道から京阪神急行電鉄になる[55]。
  - 11月10日：共用区間上の紺屋ヶ関停留所、大橋堀停留所廃止[55]。
- 1947年（昭和22年）1月25日：江若鉄道の旅客列車が膳所駅まで乗入れ開始[2]。
- 1949年（昭和24年）12月1日：企業再編により共用事業者が京阪神急行電鉄から京阪電気鉄道になる[55]。
- 1954年（昭和29年）9月1日：浜大津駅の小荷物（特別扱雑誌）の取扱廃止[36]。
- 1965年（昭和40年）7月10日：江若鉄道の旅客列車乗り入れ廃止[2]。
- 1966年（昭和41年）6月5日：共用区間上の島ノ関停留所が移転[55]。
- 1969年（昭和44年）11月1日：貨物支線廃止、浜大津駅廃止[2]。

## 運行形態
鉄道局年報各号によると、1901（明治34）年度から1906（明治39）年度までの間の一日運行本数の変遷は以下の通りである。
| 年度               | 旅客 | 混合 | 貨物 |
| ------------------ | ---- | ---- | ---- |
| 1901（明治34）年度 | 0    | 24   | 0    |
| 1902（明治35）年度 | 8    | 22   | 2    |
| 1903（明治36）年度 | 8    | 22   | 2    |
| 1904（明治37）年度 | 0    | 18   | 2    |
| 1905（明治38）年度 | 0    | 15   | 1    |
| 1906（明治39）年度 | 28   | 0    | 6    |

## 駅一覧
- 全駅滋賀県大津市に所在[58]。括弧で記載したキロ程は換算値[52]。

| 駅名     | 駅間哩     | 営業哩     | 接続路線・航路     |
| -------- | ---------- | ---------- | ------------------ |
| 馬場駅   | -          | 0.0M (0.0) | 鉄道院：東海道本線 |
| 石場駅   | 0.5M (0.8) | 0.5M (0.8) |                    |
| 紺屋関駅 | 0.5M (0.8) | 1.0M (1.6) | 湖南汽船           |
| 大津駅   | 0.3M (0.6) | 1.3M (2.2) | 太湖汽船           |